# Qualificazioni al campionato europeo di football americano 1987
Questa voce raccoglie un approfondimento sui risultati degli incontri e sulle classifiche per l'accesso alla fase finale del Campionato europeo di football americano 1987.

## Squadre partecipanti
Hanno partecipato alle partite di qualificazione 6 squadre:
| Pr. | Squadra        | Data di iscrizione | Partecipante in quanto | Ultima partecipazione ad un campionato europeo |
| --- | -------------- | ------------------ | ---------------------- | ---------------------------------------------- |
| 1   | Austria        |                    |                        |                                                |
| 2   | Gran Bretagna  |                    |                        |                                                |
| 3   | Francia        |                    |                        |                                                |
| 4   | Svizzera       |                    |                        |                                                |
| 5   | Paesi Bassi    |                    |                        |                                                |
| 6   | Germania Ovest |                    |                        |                                                |

## Risultati

### Girone Ovest

#### Tabellone
|  | Semifinali    | Semifinali    | Semifinali    | Semifinali | Semifinali |  |  | Finale        | Finale        | Finale        | Finale | Finale |  |
|  |               |               |               |            |            |  |  |               |               |               |        |        |  |
|  |               |               |               |            |            |  |  | Francia       | Francia       | Francia       | 2      | 0      |  |
|  | Gran Bretagna | Gran Bretagna | Gran Bretagna | 9          | 24         |  |  | Gran Bretagna | Gran Bretagna | Gran Bretagna | 58     | 26     |  |
|  | Paesi Bassi   | Paesi Bassi   | Paesi Bassi   | 6          | 5          |  |  |               |               |               |        |        |  |

#### Semifinali
| Birmingham 2 novembre 1986 | Gran Bretagna | 9 – 6 | Paesi Bassi | Alexander Stadium |

| Soest 16 novembre 1986 | Paesi Bassi | 5 – 24 | Gran Bretagna | Camp New Amsterdam Field |

#### Finali
| Dunkerque 22 marzo 1987 | Francia | 2 – 58 | Gran Bretagna |  |

| Birmingham 5 aprile 1987 | Gran Bretagna | 26 – 0 | Francia | Alexander Stadium |

### Girone Est

#### Tabellone
|  | Semifinali | Semifinali | Semifinali | Semifinali | Semifinali |  |  | Finale         | Finale         | Finale         | Finale | Finale |  |
|  |            |            |            |            |            |  |  |                |                |                |        |        |  |
|  |            |            |            |            |            |  |  | Germania Ovest | Germania Ovest | Germania Ovest | 53     | 72     |  |
|  | Austria    | Austria    | Austria    | p          | p          |  |  | Svizzera       | Svizzera       | Svizzera       | 0      | 0      |  |
|  | Svizzera   | Svizzera   | Svizzera   | v          | v          |  |  |                |                |                |        |        |  |

#### Semifinali
|  | Austria | p – v | Svizzera |  |

|  | Svizzera | v – p | Austria |  |

#### Finali
| Berna 1987 | Svizzera | 0 – 53 | Germania Ovest |  |

| Schweinfurt 4-5 aprile 1987 | Germania Ovest | 72 – 0 | Svizzera |  |

### Verdetti
- Gran Bretagna e Germania Ovest ammesse al Campionato europeo di football americano 1987.